# Bitterblue
Bitterblue — восьмой студийный альбом валлийской певицы Бонни Тайлер. Он был выпущен 11 ноября 1991 года на лейбле Hansa Records. Альбом более ориентирован на поп-рок звучание, Дитер Болен описал его как более «коммерческий», чем её предыдущие альбомы. Работа над альбомом началась в начале 1991 года, тогда же к работе присоединился Болен, он стал автором и продюсером нескольких песен. На пластинке можно найти треки авторства таких музыкантов как Ник Кершоу, Альберт Хаммонд и Джорджо Мородер.
Bitterblue получил смешанные отзывы от музыкальных критиков, песни хвалили, а вот продюсеров раскритиковали. Альбом имел большой успех в континентальной Европе, где он занял первое место в чартах Австрии и Норвегии (в данной стране альбом имеет четыре платиновых сертификации), продажи альбома в мире превышают один миллион копий.
В поддержку альбома было выпущено три сингла, в том числе успешные «Bitterblue» и «Against the Wind».

## Список композиций
| №                   | Название                                  | Автор(ы)                                | {{{extra_column}}}    | Длительность |
| ------------------- | ----------------------------------------- | --------------------------------------- | --------------------- | ------------ |
| 1.                  | «Bitterblue»                              | Dieter Bohlen                           | Bohlen                | 3:50         |
| 2.                  | «Against the Wind»                        | Bohlen                                  | Bohlen Luis Rodríguez | 3:59         |
| 3.                  | «Careless Heart»                          | Albert Hammond                          | Roy Bittan            | 4:33         |
| 4.                  | «Whenever You Need Me»                    | David Yorath Bonnie Tyler David Madiran | Yorath                | 4:04         |
| 5.                  | «Where Were You»                          | Hammond                                 | Bittan                | 5:12         |
| 6.                  | «Save Me»                                 | Hammond Diane Warren                    | Bittan                | 4:09         |
| 7.                  | «He’s Got a Hold On Me»                   | Nik Kershaw                             | Kershaw               | 4:15         |
| 8.                  | «Keep Your Love Alive»                    | Giorgio Moroder                         | Moroder               | 4:24         |
| 9.                  | «Tell Me the Truth»                       | Bohlen                                  | Bohlen Rodríguez      | 3:48         |
| 10.                 | «Heaven Is Here» (with Giorgio Moroder)   | Moroder                                 | Moroder               | 4:40         |
| 11.                 | «Love Is in Love Again»                   | Moroder                                 | Moroder               | 4:40         |
| 12.                 | «Till the End of Time» (with Dan Hartman) | Moroder                                 | Moroder               | 4:03         |
| 13.                 | «Too Hot»                                 | Bohlen                                  | Bohlen                | 3:27         |
| 14.                 | «Why»                                     | Bohlen                                  | Bohlen Rodríguez      | 3:56         |
| Общая длительность: | Общая длительность:                       | Общая длительность:                     | Общая длительность:   | 58:40        |

## Чарты

### Еженедельные чарты
| Чарт (1991)                         | Пиковая позиция |
| ----------------------------------- | --------------- |
| Австрия (Ö3 Austria)                | 1               |
| Дания (Hitlisten)                   | 44              |
| Европа (European Top 100 Albums)    | 21              |
| Финляндия (Suomen virallinen lista) | 8               |
| Германия (Media Control)            | 22              |
| Норвегия (VG-lista)                 | 1               |
| Швеция (Sverigetopplistan)          | 22              |
| Швейцария (Schweizer Hitparade)     | 21              |

### Годовые чарты
| Чарт (1992)                      | Позиция |
| -------------------------------- | ------- |
| Австралия (Ö3 Austria Top 40)    | 12      |
| Норвегия (VG-lista)              | 15      |
| Европа (European Top 100 Albums) | 79      |

## Чарты
| Регион | Сертификация  | Продажи  |
| --- | ------------- | -------- |
| Австрия (IFPI Austria)                                                                                                   | Платиновый    | 50 000*  |
| Германия (BVMI) | Золотой       | 250 000^ |
| Норвегия (IFPI Norway)                                                                                                   | 4× Платиновый | 200 000* |
| Швеция (GLF) | Золотой       | 50 000^  |
| Швейцария (IFPI Switzerland)                                                                                             | Золотой       | 25 000^  |
| * Данные о продажах приведены только на основе сертификации. ^ Данные о тиражах приведены только на основе сертификации. |               |          |

## История релизов
| Страна | Дата           | Формат            | Лейбл | Прим.  |
| ------ | -------------- | ----------------- | ----- | ------ |
| Европа | 11 Ноября 1991 | CD, винил         | Hansa | [ 18 ] |
| Япония | 21 мая 1992    | CD, винил         | Hansa |        |
| США    | 24 апреля 2012 | Цифровая загрузка | Rdeg  | [ 19 ] |